# Лінкольн (Північна Дакота)
Лінкольн (англ. Lincoln) — місто (англ. city) в США, в окрузі Берлі штату Північна Дакота. Населення — 4257 осіб (2020).

## Географія
Лінкольн розташований за координатами 46°46′3″ пн. ш. 100°42′6″ зх. д. / 46.76750° пн. ш. 100.70167° зх. д. (46.767380, -100.701704).  За даними Бюро перепису населення США в 2010 році місто мало площу 2,89 км², уся площа — суходіл. В 2017 році площа становила 3,36 км², уся площа — суходіл.

### Клімат
Місто знаходиться у зоні, котра характеризується вологим континентальним кліматом з теплим літом. Найтепліший місяць — липень із середньою температурою 20.6 °C (69 °F). Найхолодніший місяць — січень, із середньою температурою -12.2 °С (10 °F).
| Клімат Лінкольна        | Клімат Лінкольна | Клімат Лінкольна | Клімат Лінкольна | Клімат Лінкольна | Клімат Лінкольна | Клімат Лінкольна | Клімат Лінкольна | Клімат Лінкольна | Клімат Лінкольна | Клімат Лінкольна | Клімат Лінкольна | Клімат Лінкольна | Клімат Лінкольна |
| Показник                | Січ.             | Лют.             | Бер.             | Квіт.            | Трав.            | Черв.            | Лип.             | Серп.            | Вер.             | Жовт.            | Лист.            | Груд.            | Рік              |
| Середній максимум, °C   | −7               | −3               | 2                | 12               | 20               | 25               | 28               | 28               | 21               | 14               | 3                | −3,3             | 11               |
| Середня температура, °C | −12              | −10              | −3               | 6                | 12               | 18               | 21               | 20               | 14               | 7                | −2               | −9               | 5                |
| Середній мінімум, °C    | −19              | −14              | −8               | 0                | 5                | 10               | 13               | 12               | 6                | 0                | −7               | −14              | −1               |
| Норма опадів, мм        | 12               | 12               | 22               | 38               | 57               | 81               | 58               | 48               | 35               | 25               | 14               | 13               | 412              |
| ----------------------- | ---------------- | ---------------- | ---------------- | ---------------- | ---------------- | ---------------- | ---------------- | ---------------- | ---------------- | ---------------- | ---------------- | ---------------- | ---------------- |
| Джерело: Weatherbase    |                  |                  |                  |                  |                  |                  |                  |                  |                  |                  |                  |                  |                  |

## Демографія
Згідно з переписом 2010 року, у місті мешкало 2406 осіб у 821 домогосподарстві у складі 660 родин. Густота населення становила 833 особи/км².  Було 836 помешкань (289/км²).
Расовий склад населення:
| - 94,6 % — білих - 2,0 % — корінних американців - 0,9 % — чорних або афроамериканців - 0,1 % — азіатів |

До двох чи більше рас належало 2,2 %. Частка іспаномовних становила 0,5 % від усіх жителів.
За віковим діапазоном населення розподілялося таким чином: 32,0 % — особи молодші 18 років, 64,3 % — особи у віці 18—64 років, 3,7 % — особи у віці 65 років та старші. Медіана віку мешканця становила 29,6 року. На 100 осіб жіночої статі у місті припадало 105,5 чоловіків;  на 100 жінок у віці від 18 років та старших — 105,8 чоловіків також старших 18 років.
Середній дохід на одне домашнє господарство  становив 74 093 долари США (медіана — 66 090), а середній дохід на одну сім'ю — 74 344 долари (медіана — 64 773). Медіана доходів становила 48 494 долари для чоловіків та 35 962 долари для жінок. За межею бідності перебувало 1,8 % осіб, у тому числі 2,8 % дітей у віці до 18 років та 0,0 % осіб у віці 65 років та старших.
Цивільне працевлаштоване населення становило 1743 особи. Основні галузі зайнятості: освіта, охорона здоров'я та соціальна допомога — 27,6 %, будівництво — 12,4 %, роздрібна торгівля — 11,2 %.